# Ramal de Montemor-o-Novo
| Stillgelegte Eisenbahnbrücke nahe Torre da Gadanha |                          |                                  |                                  |
| Streckenlänge: | 12,8 km                  |                                  |                                  |
| Spurweite: | 1668 mm (Iberische Spur) |                                  |                                  |
| |                          |                                  |                                  |
| \| \| \| Linha do Alentejo von Barreiro \| \| \| \| 0,0 \| Torre da Gadanha \| Torre da Gadanha \| \| \| \| Linha do Alentejo nach Funcheira \| \| \| \| 5,8 \| Paião \| Paião \| \| \| 12,8 \| Montemor-o-Novo \| Montemor-o-Novo \| |                          |                                  |                                  |
| Strecke von links |                          | Linha do Alentejo von Barreiro   | Linha do Alentejo von Barreiro   |
| Bahnhof (Strecke außer Betrieb) | 0,0                      | Torre da Gadanha                 | Torre da Gadanha                 |
| Abzweig ehemals geradeaus und nach rechts |                          | Linha do Alentejo nach Funcheira | Linha do Alentejo nach Funcheira |
| Haltepunkt / Haltestelle (Strecke außer Betrieb) | 5,8                      | Paião                            | Paião                            |
| Kopfbahnhof Streckenende (Strecke außer Betrieb) | 12,8                     | Montemor-o-Novo                  | Montemor-o-Novo                  |

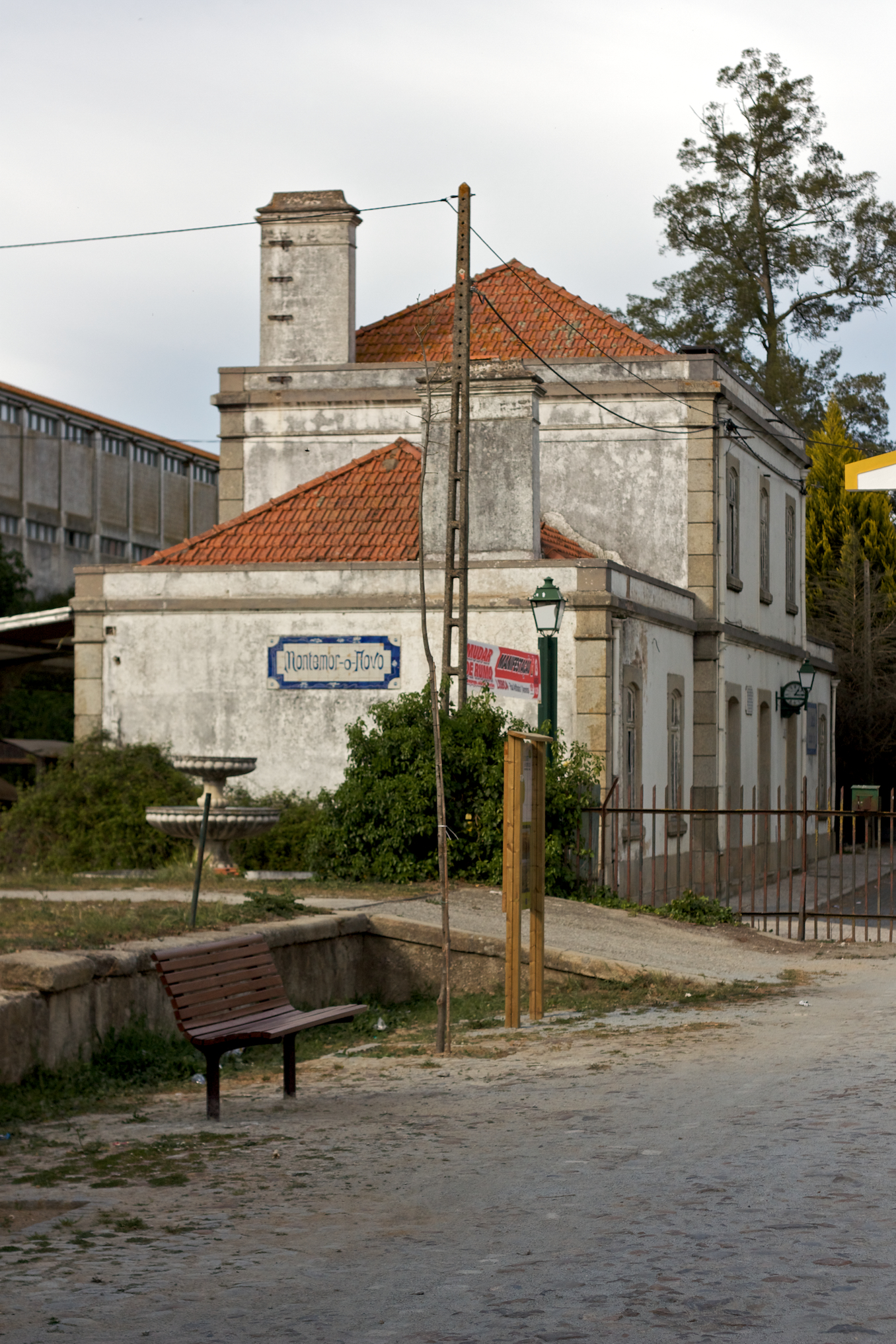
Stillgelegter Bahnhof von Montemor-o-Novo

Die Eisenbahnstrecke Ramal de Montemor war eine Nebenbahn in Portugal. Sie verband den Bahnhof Torre da Gadanha an der Linha do Alentejo mit dem Ort Montemor-o-Novo auf einer Länge von 12,8 km.
Die Strecke wurde am 2. September 1909 eingeweiht und zusammen mit anderen Bahnstrecken im Jahr 1988 stillgelegt. Einige Jahre danach wurden auch die Gleise entfernt. 
Die Trasse der ehemaligen Bahnstrecke soll nun als Fahrradweg genutzt werden. Die Bewegung der Bahntrassenradler ist inzwischen in ganz Portugal aktiv und fordert die Umwidmung der meist im Jahre 1988 stillgelegten Strecken. 